# Off-label-godkendelse
En off-label-godkendelse er en speciel sprøjtemiddelsgodkendelse, som gør det muligt at bruge et middel i en afgrøde, som ikke er nævnt på dets etiket.
Sådanne godkendelser kan søges af enkelte avlere eller avlerorganisationer på vegne af deres medlemmer, og gives af Miljøstyrelsen til mindre anvendelsesområder f.eks. arealmæssigt små afgrøder eller til en meget begrænset anvendelse i en arealmæssigt større afgrøde.

## Eksterne kilder og henvisninger
- Ansvar for off-label vejledning
- Bekendtgørelse om bekæmpelsesmidler § 5 og §10, Miljøministeriets bekendtgørelse nr. 533 af 18. juni 2003.
- Off-label godkendelser Arkiveret 24. juni 2013 hos  Wayback Machine